# Івакі (Фукусіма)

37°02′ пн. ш. 140°53′ сх. д. / 37.033° пн. ш. 140.883° сх. д.
Іва́кі (яп. いわき市, いわきし, МФА: [iwaki̥ ɕi]) — місто в Японії, в префектурі Фукусіма.

## Короткі відомості
Розташоване в південно-східній частині префектури, на березі Тихого океану. Виникло на базі поселення шахтарів, що займалися видобутком вугілля в басейні Дзьобан. Основою економіки є сільське господарство, рибальство, важка металургія, хімічна промисловість, туризм. Станом на 1 жовтня 2008 площа міста становила 1231,34 км². Станом на 1 січня 2009 населення міста становило 347 676 осіб.